# الف فیبری
الف فیبری (انگلیسی: Alf Feebery; ۱۰ سپتامبر ۱۹۰۹ – ۲۳ دسامبر ۱۹۸۹) بازیکن فوتبال بود.
از باشگاه‌هایی که در آن بازی کرده‌است می‌توان به باشگاه فوتبال نوتس کانتی اشاره کرد.